# Pedaria aspersa
Pedaria aspersa är en skalbaggsart som beskrevs av Louis Albert Péringuey 1901. Pedaria aspersa ingår i släktet Pedaria och familjen bladhorningar. Inga underarter finns listade i Catalogue of Life.